# Східно-Уренгойське/Північно-Єсетинське нафтогазоконденсатне родовище
Східно-Уренгойське/Північно-Єсетинське нафтогазоконденсатне родовище – гігантське родовище у Тюменській області Росії, на лівобережжі Пура (на схід від унікального Уренгойського родовища).

## Геологічна інформація
В 1978 році під час буріння розвідувальної свердловини на Східно-Уренгойському піднятті отримали фонтанування газоконденсату з пластів, які залягають на глибинах 3218 – 3226 метрів та 3115 – 3133 метрів та відносяться до валанжинського ярусу (нижня крейда). Наступного року дві розвідувальні свердловини на сусідньому Північно-Єсетинському піднятті дали фонтанування нафти з пласта валанжинського ярусу, що залягає на глибині 3328 – 3338 метрів. В подальшому чотири додаткові свердловини показали наявність прямого сполучення між цими підняттями по неокомським пластам, так що вони було об’єднані в одне родовище. Крім того, виявили вуглеводні у розташованих нижче ачимівських відкладах (сортимська свита беріас-валанжинського віку).
Станом на початок 2017 року початкові видобувні запаси вільного газу родовища оцінювались за російськими категоріями А+В+С1 як 225 млрд м3.

## Розробка
Будова покладів родовища складна та не відповідає склепінним частинам Східно-Уренгойського та Північно-Єсетинського піднять, тому тривалий час розробка була обмеженою (станом на початок 2017-го з родовища вилучили лише 9 млрд м3 газу).
В 2019-му почали дослідно-промислову експлуатацію одного з валанжинських пластів на Східно-Уренгойському піднятті, при цьому запаси проекту становлять 94 млрд м3 газу та 27 млн тон нафти і конденсату, а річний рівень видобутку первісно встановлений як 1 млрд м3 газу та 0,2 млн тон конденсату.
Розробку провадять через компанію «Арктикгаз», якою на паритетних засадах володіють «Новатек» та «Газпром».
Видача продукції відбувається через вже наявну інфраструктуру – поряд працює гігантський Уренгойський промисел, а також проходить належний «Новатеку» конденсатопровід Юрхарівське – Пуровський ЗПК.